# Кућа у Ул. Задружна бб
Кућа у Ул. Задружна бб у Куштиљу, насељеном месту на територији града Вршца, подигнута је половином 19. века и представља непокретно културно добро као споменик културе.
Кућа се састоји из једне зграде којy је саградио Гајта Новак и сачувала је облике првобитне грађевине, што је издваја од осталих објекта у месту. Кућа је правоугаоног облика и њену основу чине соба - кухиња - соба, трем на дрвеним стубовима, остава са дворишне стране и подрум испред предње собе.